# Edward Brian Davies
Pour les articles homonymes, voir Davies.
Edward Brian Davies, né le 13 juin 1944 à Cardiff et mort le 2 juin 2025, est un mathématicien britannique.

## Formation et carrière
Davies a fréquenté l'école au Pays de Galles, où son père était professeur de mathématiques. Il a étudié à l'Université d'Oxford, où il est diplômé en 1965, puis David Edwards a reçu en 1968 son doctorat avec une thèse intitulée « Some problems in functional analysis ». Il a aussi obtenu le Senior Mathematics Prix de l'Université. En 1968-69, il travaille à l'Institute for Advanced Study à Princeton, puis au Massachusetts Institute of Technology, avant de revenir comme Tutorial Fellow au St john's College et à partir de 1973, il retourne comme lecteur à l'Université d'Oxford. À partir de 1981, il est professeur au King's College de Londres , où il dirige de 1990 à 1993 la Faculté de mathématiques ; en 1996 il est Fellow du Kings College et en 2010 professeur émérite.

## Travaux
Il travaille essentiellement dans le domaine de la théorie spectrale avec des applications à la mécanique quantique et traitait notamment des opérateurs non auto-adjoints, des valeurs propres de graphes et les opérateurs différentiels partiels elliptiques. Il s'intéresse aussi à l'histoire de la science et à la philosophie des sciences et écrit des ouvrages de vulgarisation scientifique. Dans Science through the looking glass, il se dresse contre une conception platonicienne des mathématiques, et se montre sceptique à ce sujet, avec des méthodes mathématiques pour une complète compréhension de la nature ou de l'environnement humain.

## Prix et distinctions
Il a été 1983 à 1990, le fondateur-éditeur des Student Texts de la London Mathematical Society et a créé en 2010 la revue Journal of Spectral Theory de la Société mathématique européenne. En 1995, il est élu fellow de la Royal Society. En 1998, il a reçu le Prix Berwick Senior de la London Mathematical Society, dont il est président, de 2008 à 2009. 
En 2010, il est lauréat de la conférence Gauss de la Deutsche Mathematiker-Vereinigung (« Platonism in Science and Mathematics »), et en 2011, il reçoit le Prix Pólya de la London Mathematical Society.

## Publications
- Quantum theory of open systems, Academic Press 1976
- One Parameter Semi-Groups, Academic Press, London Mathematical Society Monographs, 1980
- Heat kernels and spectral theory, Cambridge Tracts in Mathematics, vol 92, Cambridge University Press 1989  (ISBN 0-521-36136-2)[4]
- Spectral theory and differential operators, Cambridge University Press 1995
- avec Y. Safarev Spectral theory and geometry, London Mathematical Society Lecture Notes, vol 273, Cambridge University Press 1999
- Linear operators and their spectra, Cambridge University Press 2007
- Science in the looking glass: what do we really know ?, Oxford University Press 2003
- Why Beliefs matter, Oxford University Press 2010